# 제프 다고스티노

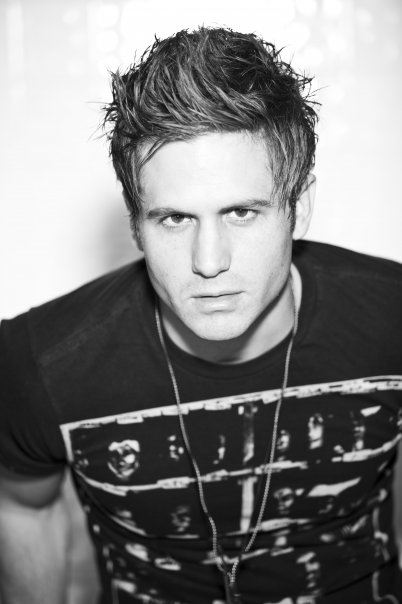

제프 다고스티노(Jeff D'Agostino, 1982년 9월 5일 ~ )는 미국의 배우, 가수, 텔레비전 배우이다.
포트콜린스에서 태어났다.

## 영화
- 파운드 오브 플레시 (2010년) - 톰 역
- 새스콰치 갱 (2006년)
- 웬 두 위 잇 (2005년)
- 필 오브 더 퓨쳐 (2004년)
- 게팅 데어 (2002년)
- 싸인 오브 더 타임즈 (1999년)